# Azulejo de cuenca y arista

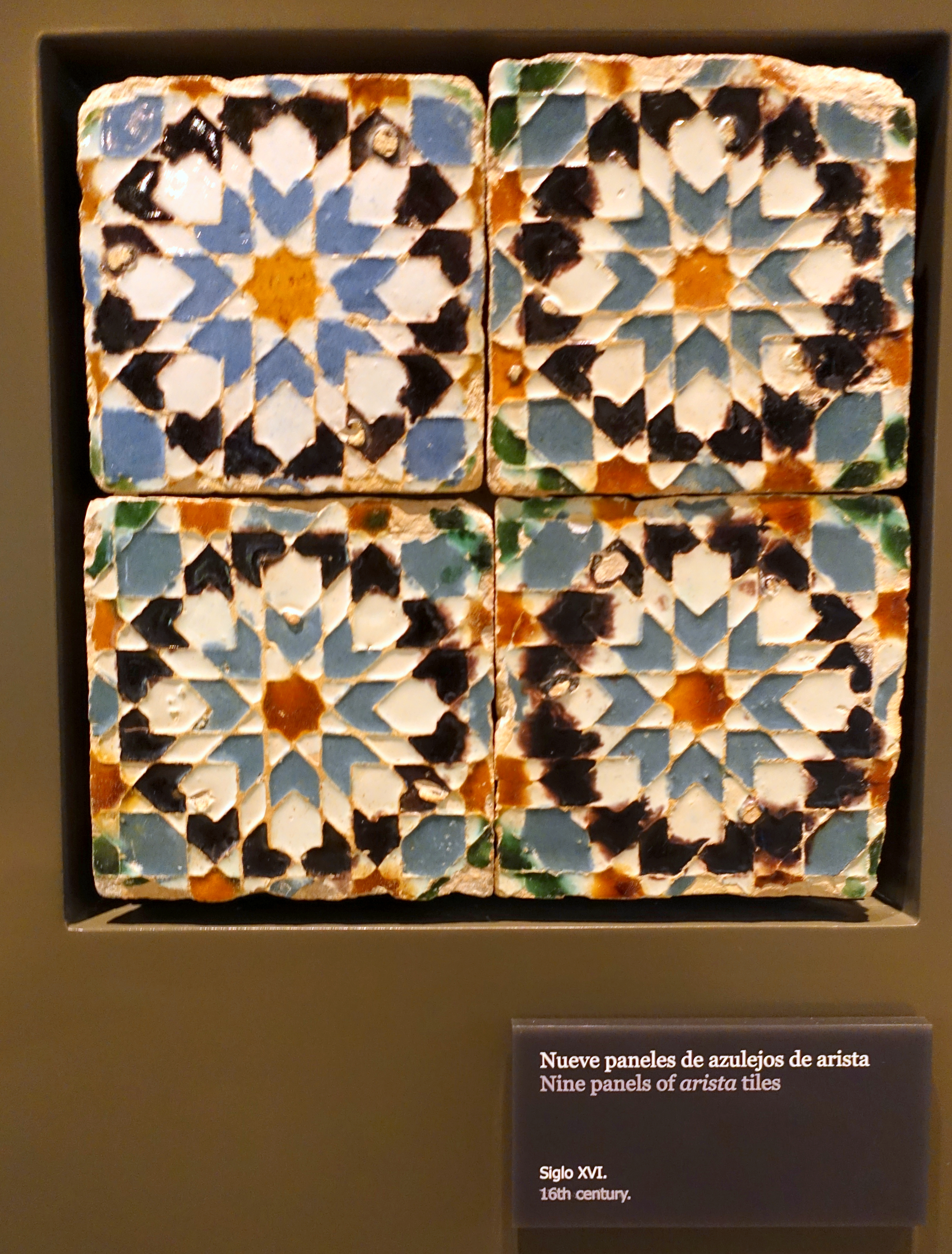
Azulejos réalisés à Séville au XVIe siècle avec la technique de cuenca et arista

La technique des azulejos de cuenca y arista ou simplement de type arista (en français azulejos « en creux et arêtes »), est une technique décorative en poterie et en céramique qui consiste en l'utilisation d'un moule qui est appliqué sur la surface de la céramique crue et molle, avant la réalisation du décor. Le moule laisse un relief dans la terre qui est utilisé pour appliquer les couleurs du décor. Le moule facilite l'application de la couleur et évite que les pigments se mélangent. Ce procédé est utilisé depuis le siècle XVe siècle et s'est substitué en grande partie à la technique dite de  corde sèche qui requérait plus de temps pour réaliser le décor.
La technique de cuenca y arista est principalement utilisée pour la fabrication d'azulejos car elle permet la répétition des motifs avec une grande exactitude. Les premiers sites de production se trouvent en Espagne aux XVe siècle et XVIe siècle dans les villes de Séville, Tolède et Muel,,.

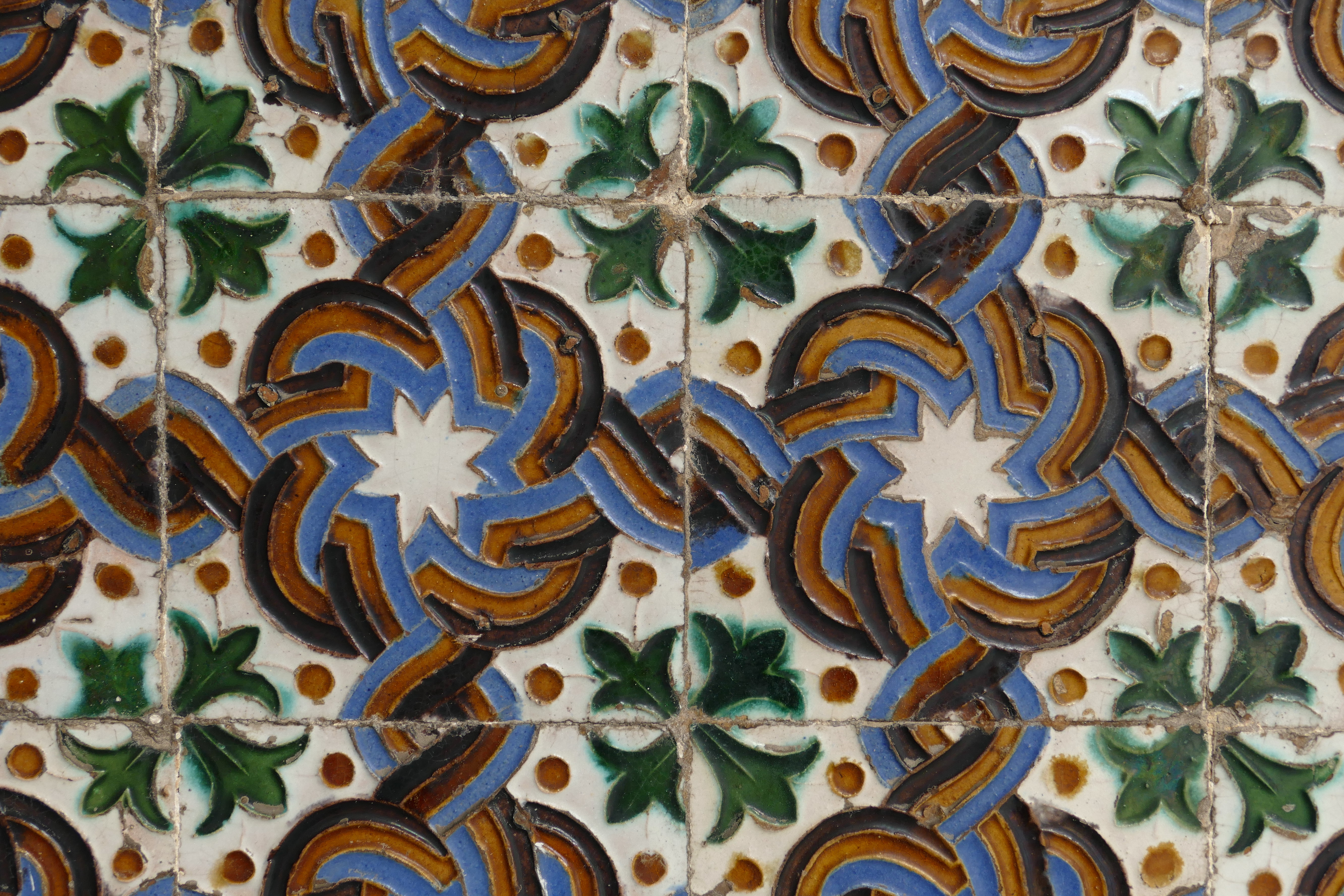
Casa de Pilatos, Séville.
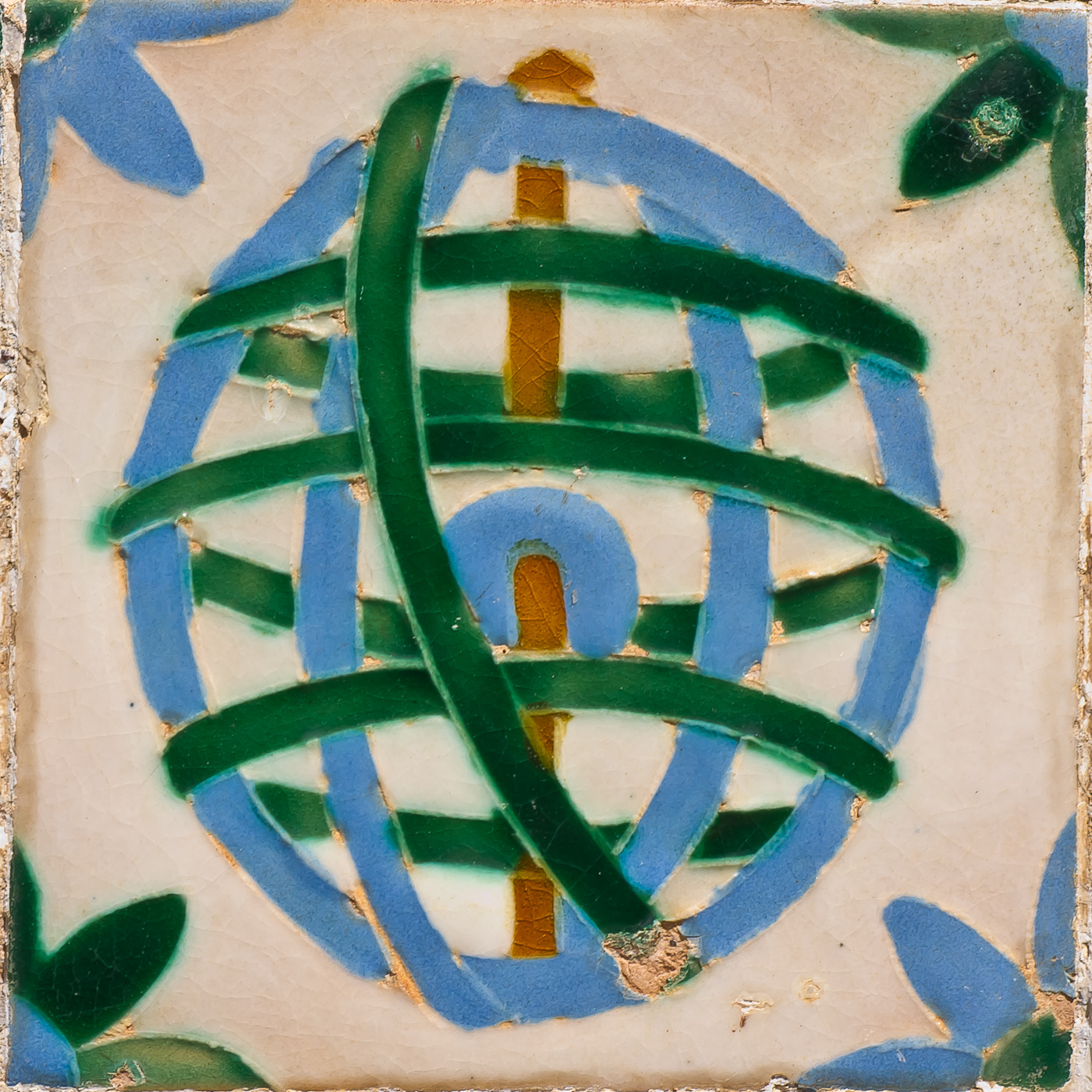
«Azulejo de arista» du Portugal.
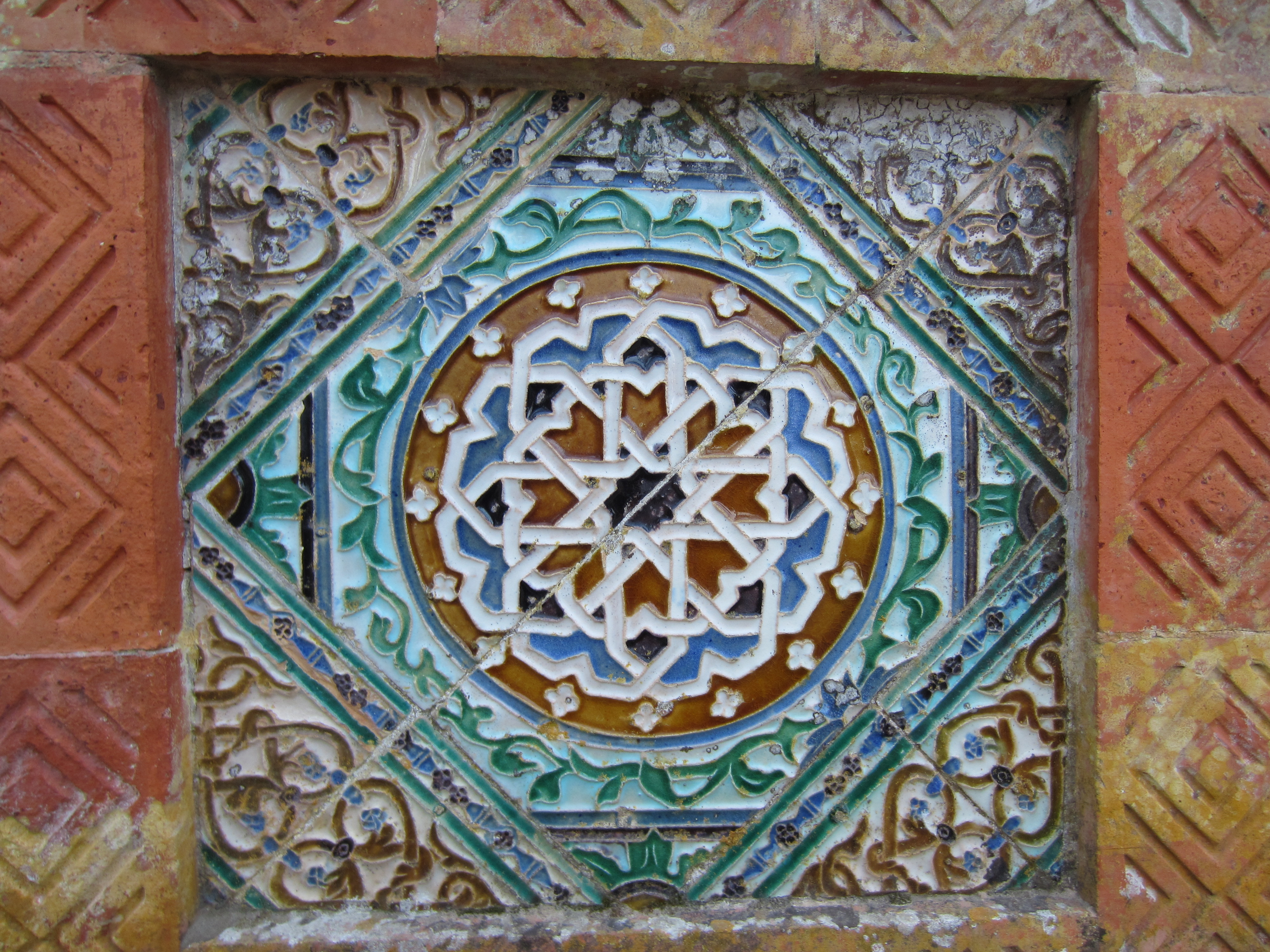
Technique d'arête mudéjar à Sintra.